# ۷۷-ال‌اچ-۲۸–۱
۷۷-ال‌اچ-۲۸-۱ (به انگلیسی: 77-LH-28-1) یک ترکیب شیمیایی با شناسه پاب‌کم ۱۰۲۳۶۷۵۸ است. 